# Krištof Dombrin
‎Krištof Dombrin, hrvaški jezuit, pedagog, filozof in teolog, * 1572, Zagreb, † 2. julij 1631, Dobrla vas.
Bil je rektor Jezuitskega kolegija v Ljubljani med 1619 in 1622.